# Храм Рођења Пресвете Богородице у Скугрићу
Градња храма је започета 1937. године, темељи су освећени 3. октобра исте године, а градња је завршена 1940. године. Освећење је обавио епископ зворничко-тузлански Нектарије Круљ.
Димензије храма су: дужина са звоником 21 метар, а ширина 9,5 метара. Висина звоника је око 18 метара.
Иконостас је из периода када је храм саграђен. Урађен је у барокном стилу. Направљен је од храстовог дрвета а израдили су га мајстори из мјеста Гуња код Брчког.